# Álex Matas Pons
Álex Matas Pons  (Barcelona, 1975) es un filólogo, teórico de la literatura, ensayista y profesor universitario español.

## Biografía
Álex Matas se formó en la Universidad de Barcelona, donde se licenció en Filología Hispánica, Teoría de la Literatura y Literatura Comparada, obtuvo su doctorado en estas dos últimas, y es profesor en la misma universidad de Teoría y Literatura Comparada. Asimismo es profesor colaborador en la Universidad Abierta de Cataluña y del máster «Barcelona-Europa: Literatura e Historia Comparada de los Intelectuales» de la Universidad de Barcelona y el Museo de Historia de Barcelona.
Colaborador habitual de diferentes publicaciones periódicas y académicas como Afers, L'Espill o Pasajes y Cuadernos Hispanoamericanos, es autor de diversos ensayos entre los que se encuentran La Ciudad y su trama. Literatura, modernidad y crítica de la cultura (2010, Lengua de Trapo) con el que ganó la octava edición del Premio de Ensayo Caja Madrid; En falso. Una crítica literaria de la cultura del siglo XX, Premio Internacional de Crítica Literaria Amado Alonso en 2016 o Els marges dels mapes, Premio Joan Fuster de Ensayo en 2020.